# Thaltej
Thaltej é uma vila no distrito de Ahmadabad, no estado indiano de Gujarat.

## Demografia
Segundo o censo de 2001, Thaltej tinha uma população de 42 699 habitantes. Os indivíduos do sexo masculino constituem 53% da população e os do sexo feminino 47%. Thaltej tem uma taxa de literacia de 80%, superior à média nacional de 59,5%: a literacia no sexo masculino é de 84% e no sexo feminino é de 77%. Em Thaltej, 10% da população está abaixo dos 6 anos de idade.